# Barbera (uva)

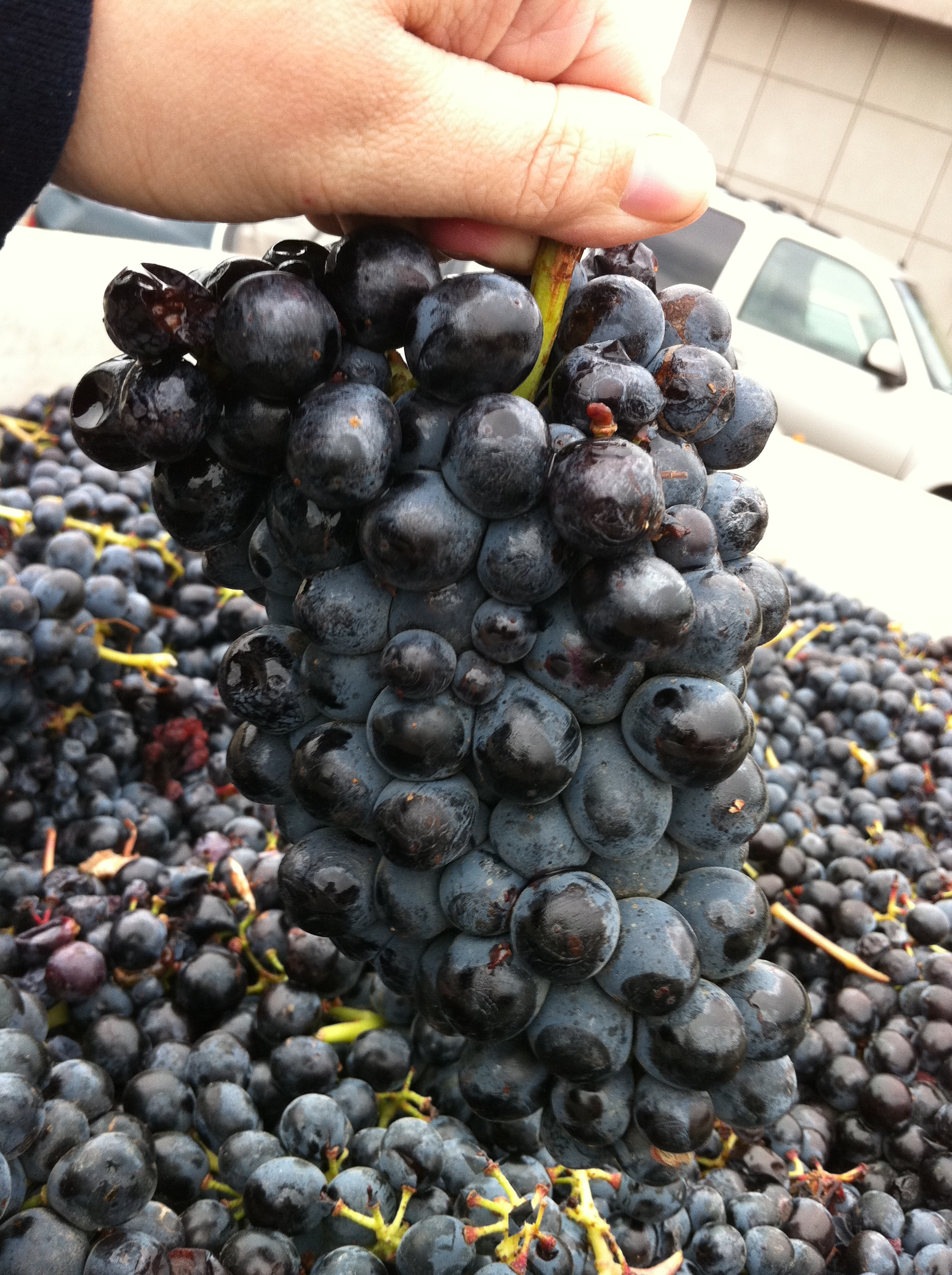
Racimo de barbera.

La barbera es una variedad de uva de vino italiana. En el año 2000 era la tercera uva tinta más plantada en Italia (después de la sangiovese y la montepulciano). Produce buenos rendimientos y es conocida por su color intenso, su pocos taninos y sus altos niveles de acidez.
Las vides centenarias siguen existiendo en algunas regiones de viñedos y permiten la producción de vino tinto envejecido y robusto, intentasamente afrutado y con más contenido tánico. El vino más conocido es el de la Denominazione di Origine Controllata e Garantita (DOCG) Barbera d'Asti, en la región de Piamonte: el vino de mejor calidad de la DOCG de Niza (Nizza en italiano) se produce en una subzona del área de producción del Barbera d'Asti.
Cuando son jóvenes, los vinos ofrecen un aroma muy intenso, fresco y a mora. En sus versiones más ligeras muestra notas de cerezas, frambuesas, arándanos y, en los vinos tintos hechos de uvas más maduras, notas de cereza y mora.
Muchos productores emplean el uso de barriles de roble tostados, que provee una mayor complejidad, más potencial de envejecimiento, y notas a vainilla. Las versiones más ligeras se conocen generalmente por flavores y aromas a frutas frescas y frutos secos, y no se recomiendan para el almacenamiento. Los vinos con un mejor equilibrio entre el ácido y la fruta, a menudo añadidos por el roble, tienen un alto contenido en alcohol y son más aptos para ser almacenados; siendo estos vinos consecuencia de métodos vitícolas de bajo rendimiento.

## Historia

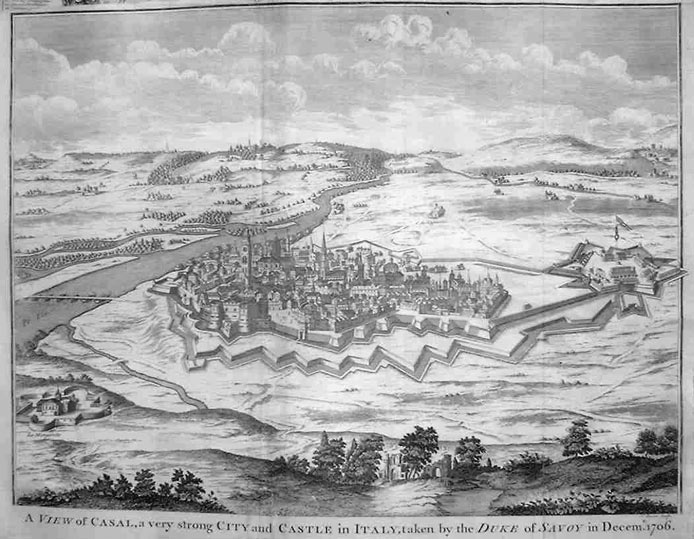
Un grabado del de la ciudad de Casale Monferrato, en cuyo archivo catedralicio se ha documentado la primera plantación de barbera.

Se cree que la barbera es originaria de las colinas de Monferratto, en el Piamonte central, donde se la conoce desde el siglo XIII.
Documentos de la Catedral de Casale Monferrato de entre 1246 y 1277 muestran detalles del acuerdo del arrendamiento de los viñedos plantados con "de bonis vitibus barbexinis", también conocida como barbera. En cualquier caso, el ampelógrafo Pierre Viala especula que la barbera es originaria de la región de Oltrepò Pavese, en Lombardía. En los siglos XIX y XX, las olas de inmigrantes italianos llevaron esta vid a América, asentándose en California y Argentina, entre otros países.
Análisis de ADN recientes sugieren que la barbera podría estar relacionada con la vid franco-española mourvedre. En 1985, la región de Piamonte fue golpeada por un escándalo que involucraba a los productores de barbera, a los que se acusaba de haber añadido metanol a sus vinos, matando a unas 30 personas y provocando daños en la salud de otras muchas. La mala prensa provocó que esta uva fuera eclipsada y que la montepulciano la sustituyera como la segunda uva tinta más ampliamente plantada en Italia durante la década de 1990.

## Viticultura
La vid de barbera es muy vigorosa y capaz de producir altos rendimientos si no se mantiene bajo control con la poda y otros métodos. Los rendimientos excesivos pueden diminuir la calidad afrutada de la uva y acentuar la acidez y la intensidad naturales de esta variedad. En Piamonte, la vid es valorada por sus rendimientos y su hablidad a madurar dos semanas antes que la nebbiolo, incluso en viñedos con una exposición menor que la ideal.
Esto permite a los productores piamonteses en regiones como Alba, adjudicar sus mejores lugares a la nebbiolo, más difícil de cultivar, y seguir produciendo vinos de calidad con la barbera, que se puede consumir más temprano que los vinos añejos de nebbiolo. La cosecha de la barbera usualmente se realiza a finales de septiembre o principios de octubre, normalmente dos semanas después de la recogida de la dolcetto. Recientemente, los productores han experimentado realizando más tarde la cosecha de barbera para producir vinos con un contenido de azúcar más alto para producir vinos más pesados y más afrutados. Algunos productores tradicionales cosechan su barbera después de la nebbiolo.
La barbera se puede adaptar a un amplio rango de viñedos pero tiende a prosperar en los arcillosos y calcáreos menos fuertes. Los suelos arenosos pueden ayudar a limitar el vigor de los rendimientos. La vid rara vez se desarrolla en suelos muy alcalinos o salinos.
Como ocurre con muchas variedades con una larga historia, la barbera ha tenido algunas mutaciones en Piamonte, Lombardía, Emilia-Romaña y Mezzogiorno. Los diferentes clones se pueden identificar por el tamaño y la forma del racimo, siendo los más pequeños los que generan el vino de mayor calidad. En los últimos años, los viticultores han trabajado con selecciones de clones para incrementar la resistencia de la barbera al virus del enrollamiento de la hoja.

## Vinificación

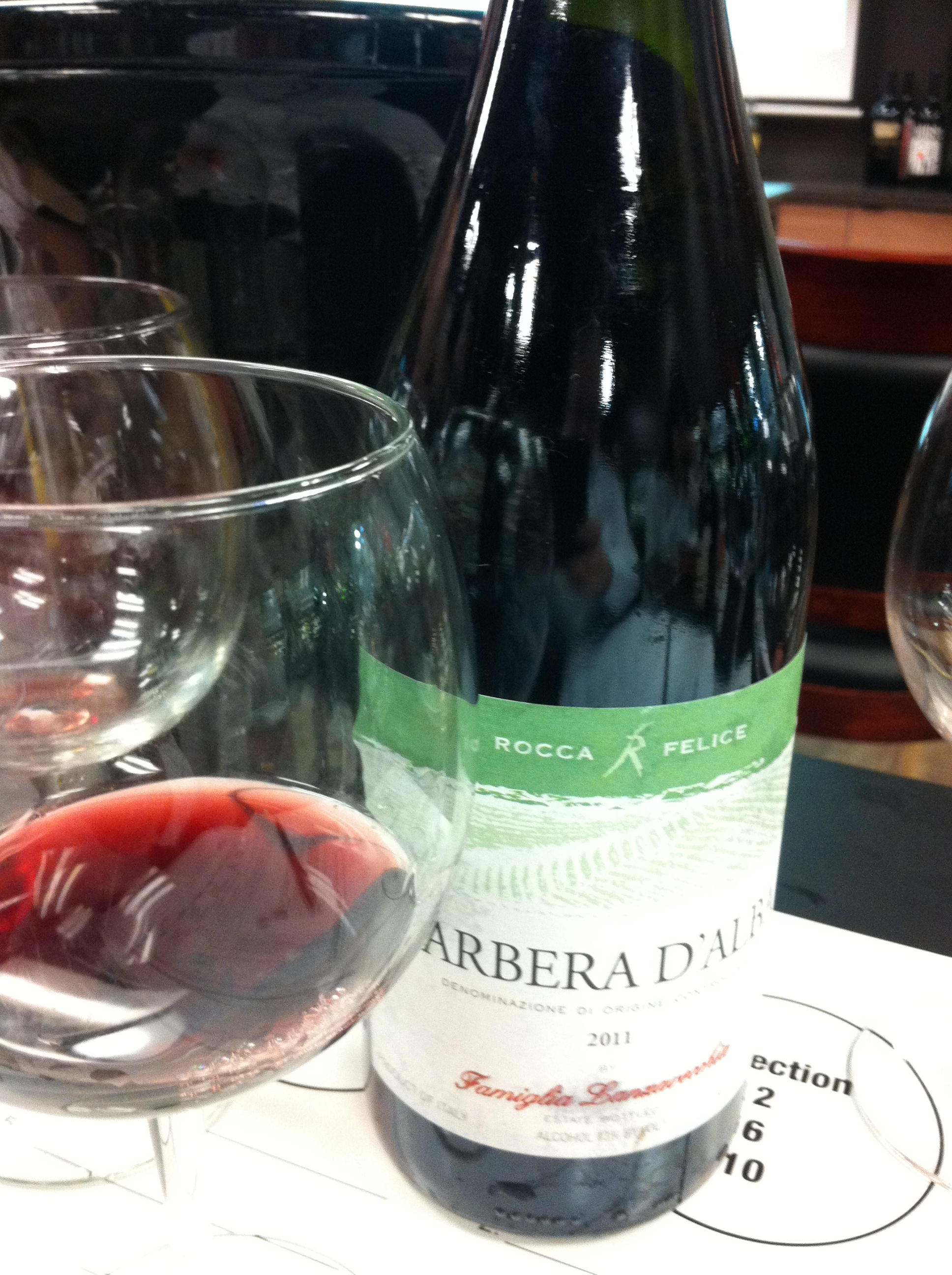
Un vino Barbera d'Alba, del Piamonte.

Los productores que trabajan con la barbera tienen una variedad de formas de lidiar con la alta acidez y la astringencia de la uva. La más común ha sido mezclarla con otras variedades para crear un vino más suave y potencialmente más equilibrado.
En los años 70, el enólogo francés Emile Peynaud recomendó a los productores de barbera usar pequeños barriles de roble para la fermentación y maduración del vino, para añadirle unos flavores sutiles picantes, y limitar el nivel de oxigenación para suavizar el vino. El oxígeno añadido podría también limitar la cualidad reductora de la barbera y limitar la aparición de los malos olores del sulfuro de hidrógeno que aparecían en algunos casos. Los polisacáridos tomados del roble sirven para incrementar la riqueza de la barbera.
En ese momento su recomendación tuvo cierta resistencia de los productores tradicionales de barnera, pero el éxito de los "Super Tuscans" que introdujeron un nuevo tratamiento del barril de roble para la sangiovese hizo que muchos productores lo reconsiderasen. Además de la sutil oxigenación y de las notas picantes, el roble impregna el vino de taninos lígneos de la madera que dan estructura al vino sin añadir tanta astringencia como la de los tatinos derivados de los compuestos fenólicos de la uva. Esto, unido al reducido periodo de maceración, contribuye a la producción de vinos más suaves. Los bajos rendimientos y la cosecha de las uvas maduras con más frutalidad y azúcar, han equilibrado la alta acidez de la barbera.

## Regiones vitícolas

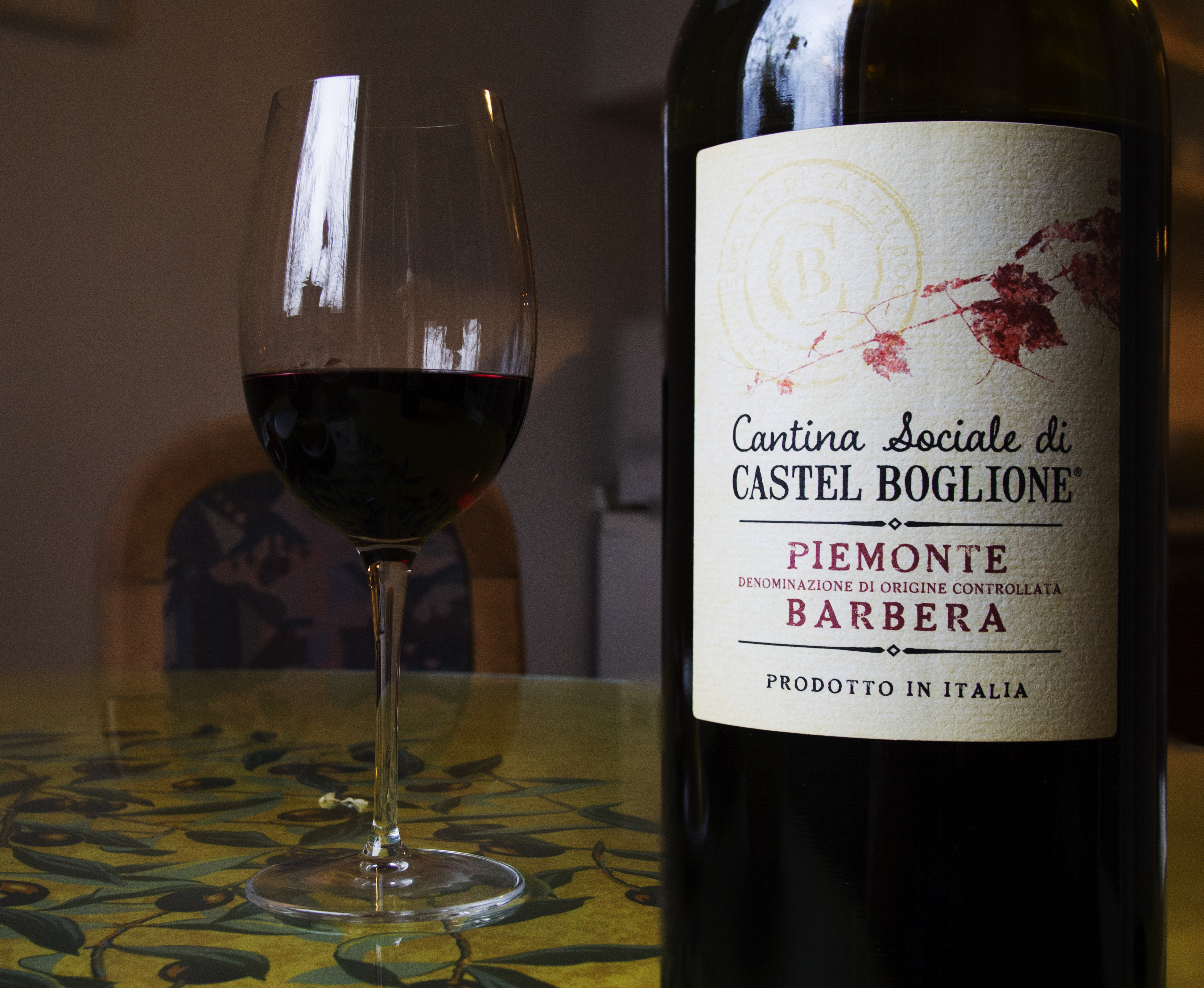
Vino de barbera de la región de Piamonte.

El hogar de la barbera era noroeste de Italia, pero los inmigrantes italianos la llevaron al Nuevo Mundo, donde su acidez fue valorada para los vinos hechos de diversas variedades de uva por la frescura que aportaba.  
La barbera se puede encontrar en el noroeste de Italia, sobre todo en Monferratto, y, en menor medida, algo más al sur. Casi la mitad de todas las plantaciones de vides en el Piamonte son de barbera. Precisa las mismas condiciones que la nebbiolo, pero la segunda es más rentable, valiendo casi el doble, por lo que se cultiva en los mejores sitios. La barbera de maduración temprana crece en las frías zonas bajas de las laderas, bajo la nebbiolo, y en otros lugares secundarios. Esto explica por qué solo crece relativamente poca barbera en el entorno de Alba, donde los vinos llevan la denominación de Barbera d'Alba. Aunque la DOCG más conocida de barnera es Barnera d'Asti. La DOCG Barbera del Monferrato -que tiende a ser un vino algo espumoso (frizzante)- se exporta poco.

### Italia
En el 2000 había 70.000 ha de barbera plantadas, convirtiéndola en la tercera uva tinta más palntada de Italia. En su punto álgido, a finales del siglo XX, hubo 123,300 ha, pero esta cifrá cayó por el "escándalo del Metanol" de los años 80, que lastró su mercado mundial. En Piamonte, la barbera es plantada ampliamente en las regiones de Asti y Monferrato. Mientras que no hay una región calificada oficialmente como Classico, al igual que la Chianti Classico, la región de la provincia de Asti, entre las ciudades de Niza Monferrato, Vinchio, Castelnuovo Calcea, Agliano Terme, Belveglio y Rocchetta está considerada como el "corazón de la barbera en Piamonte. En 2001, la ciudad de Niza fue reconocida oficialmente como una región dentro la DOCG Barbera d'Asti.
Siendo una de las áreas más cálidas de Asti, Niza tiene potencial para producir la barbera más madura con niveles de azúcar para lidiar con la alta acidez de la uva. Los vinos de Barbera d'Asti tienden a tener un color brillante y elegante mientras que los de Barbera d'Alba tienden a tener un color profundo con más profundo y con notas más frutales. En la región de Alba algunos de los mejores viñedos se dedican a la nebbiolo, siendo relegada la barbera a localizaciones secundarias, con límites de calidad y cantidad en los vinos elaborados en la DOCG Barbera d'Alba. En la DOCG Monferrato, los vinos de barbera están mezclados con más de un 15% de freisa, grignolino y dolcetto y pueden ser ligeramente espumosos.
Fuera de Piamonte, la barbera se encuentra a través de Italia, a menudo como componente en la mezcla que constituye el "vino da tavola". En Lombardía, es usado en el Oltròpo Pavese para vinos espumosos o ligeramente espumosos (frizzantes). Además, en Lombardía se mezcla con la croatina en los vinos tintos de Franciacorta. Al sureste de Piamonte, la barbera se encuentra en Emilia-Romaña, en las colinas entre Plasencia, Bolonia y Parma. Además, en Lombardía, la barbera también se mezcla a menudo un poco con la croatina, más ligera, como en la región de Val Tidone, con el vino DOCG Gutturnio. En Cerdeña, la uva se usa en los alrededores de Cagliari en el vino conocido como barbera sarda y en Sicilia la uva es usada en varias mezclas bajo los nombres de perriconne o pignatello, hechos cerca de Agrigento.
La barbera fue una uva importante en el restablecimiento de la industria del vino en Apulia y Campania, tras la II Guerra Mundial, debido a sus altos rendimientos y su fácil adaptación a la cosecha mecánica. Hoy está permitida su mezcla con la aglianico en la DOCG de Taurasi, aunque su uso no es habitual.

### Fuera de Italia
Fuera de Italia, la barbera no se encuentra habitualmente en Europa, excepto por las pequeñas plantaciones en Grecia, Rumanía y la región costera eslovena de Primorska. Fuera de Europa, hay algunas plantaciones en Israel.
La uva barbera llegó a Australia con los esquejes importados por la Universidad de California en Davis en los años 60. Ha crecido durante 25 años en la región de Mudgee de Nueva Gales del Sur, con plantaciones posteriores en un número de regiones vitícolas, incluyendo el valle King en Victoria así como en el McLaren Vale y las Adelaide Hills, en el sur de Australia. John Gladstones, en su libro Viticulture and Environment, incluye a la barbera en el grupo 5 de madurez, lo que significa que madura al mismo tiempo que la shiraz y la merlot, y podría encontrar un hogar exitoso en muchas regiones vitícolas australianas.
La barbera fue a Argentina con los inmigrantes italianos. Es ampliamente plantada, pero es usada sobre todo en vinos con diversas variedades mezcladas. Al igual que en Argentina, la barbera fue llevada por inmigrantes italianos a Brasil.
La influencia de los inmigrantes italianos ha dejado plantaciones de barbera en Sudamérica, sobre todo en Argentina, Brasil y Uruguay. En Argentina, donde hay aproximadamente 2470 hectáreas plantadas, sobre todo en Mendoza y en la provincia de San Juan. Los productores de vino australiano han tenido cierto éxito con la barbera en Victoria. Los vinos de Mount Broke, Nueva Gales del Sur, se elaboran en zonas donde hay plantaciones de barbera. Los productores de vino sudaricano han empezado a realizar amplias plantaciones de esta uva en las regiones cálidas de Malmesbury, Wellington y Paarl.
En California, la barbera es una de las más exitosas uvas piamontesas que se adaptan en el estado, con unas 8000 hectáreas de plantaciones. Se planta ampliamente en el Valle Central de California, donde es un componente de mezcla en la producción masiva del vino de garrafa. En los años recientes, la moda de las uvas italianas ha caisado que más productores californianos se dediquen a la barbera.
La plantaciones en las regiones más frías de Napa y Sonoma producen algunos vinos exitosos. En el Estado de Washington, los productores han experimentado con barbera en las AVA Red Mountain, Walla Walla y valle del río Columbia. Estos vinos jóvenes tienen cierta frutalidad y notas a fresa, así como una limitada complejidad y un potencial de envejecimiento.
Además de en Washington, en la región AVA de Umpqua, en Oregón, donde hay exitosas plantaciones de barbera. También hay plantaciones en el sur de Arizona.

## Vinos
Como muchas de las uvas ampliamente cultivadas, hay un amplio rango de calidades y variedades de vinos, desde los vinos con medio cuerpo y frutales a los más intensos, que necesitan almacenamiento en bodega. Algunas características de las variedades más consistentes son su intenso color rubí, tonos rosados en los bordes de la copa, niveles notables de taninos y una acidez pronunciada. El color de la barbera hace que sea una uva valorada para la mezca y que haya sido utilizada históricamente en las regiones de Barolo y Barberesco para añadir color a los vinos de nebbiolo.
El uso de barricas de roble para la fermentación o la maduración pueden influir en el sabor y en el perfil de los vinos de barbera. Los vinos de barbera influenciados por el barril tienden a ser más rendondos y ricos, con más notas picantes y a ciruela. Los vinos realizados con barricas de roble más antiguo o más neutro tienen aromas más vibrantes y notas a cereza. Aunque algunos productores retrasan la cosecha para incrementar los niveles de azúcar para equilibrar la acidez de la barbera, la sobre-maduración puede hacer emerger sabores.

## Relación con otras uvas
El viticultor Giovanni Dalmasso, del Instituto Experimental para la Viticultura de Conegliano, en la región vitícula del Véneto, usó la vid barbera para muchos de sus cruces. A través de la nebbiolo de Dronero (originalmente se creyó que era nebbiolo pero posteriormente se descubrió que era una uva de vino francesa conocida como chatus), Dalmasso cruzó la barbera para producir las uvas albarossa, cornarea, nebbiera, San Michele y soperga.
La barbera también está emparentada con la ervi (cruce con la croatina), la incrocio teerzi (con cabernet franc), la nigra (con merlot) y la prodest (también con merlot).
A pesar de las similitudes en sus nombres, la barbera no tiene una relación genética cercana con la uva de vino de Campania llamada barbera del Sannio, o con la uva de vino de cerdeña llamada barbera sarda. Además, los análisis de ADN han mostrado que la variedad blanca del Piamonte, la barbera bianca, no es una mutación con otro color de la barbera, sino que es una variedad completamente diferente.

## Sinónimos
La barbera es conocida bajo varios sinónimos a través de Italia y del mundo. Entre estos están: barber a raspo, barbera a peduncolo, barbera amaro, barbera crna, barbera forte, barbera mercantile, barbera nera, barbera nostrana, barbera riccia, barbera rissa, barbera rosa, barbera vera, barberone, barbexinis, besgano, cosses barbusen, gaietto, lombardesca, perricone, pignatello y ughetta.